# Praça de Cagancha
A Praça de Cagancha (em espanhol: Plaza de Cagancha) é uma das praças características da capital uruguaia, Montevidéu. Localiza-se na principal artéria montevideana, a avenida 18 de Julio. É conhecida também como Praça Cagancha (Plaza Cagancha) ou Praça Liberdade (Plaza Libertad), embora a autêntica Plaza Libertad se encontra no bairro Ituzaingó, próxima ao Hipódromo de Maroñas. É o quilômetro zero das estradas nacionais.

## História
Em 1829 o engenheiro José María Reyes projetou o que então se denominou "Cidade Nova", a área da cidade de Montevidéu mais afastada da cidade colonial. Neste projeto reservou um espaço físico para uma praça pública, no cruzamento da avenida 18 de Julio com a General Rondenau (ex-Ibicuy). Sete anos mais tarde, o arquiteto Carlo Zucchi modificou o traçado original do local, que inicialmente foi destinado ao mercado de frutas.
Os diversos eventos políticos e militares que ocorreram durante o século XIX afetaram o nome da nova praça. O nome atual de Praça de Cagancha foi concedido por decreto de 7 de fevereiro de 1840, em comemoração à vitória do general Fructuoso Rivera ante o entrerriano Pascual Echagüe (à frente das forças rosistas) em 1839 na chamada Batalha de Cagancha, às margens do arroio Cagancha, no atual departamento de San José.
Em 19 de abril de 1863, o general Venancio Flores liderou uma revolução que marcou o início de uma guerra civil. Como consequência, o então presidente interino, Atanasio Cruz Aguirre, mudou o nome da praça, passando a chamá-la de "25 de Maio", de acordo com o decreto de 24 de maio de 1864. O conflito terminou em 20 de fevereiro de 1865 com a chamada "Paz da União". Em dezembro desse mesmo ano foi-lhe restabelecida o nome original de Praça de Cagancha.
Entre 1890 e 1930, o sistema de iluminação pública e a nova urbanização, cercada por uma paisagem onde predominava o verde, tinha transformado a praça em uma referência para os transeuntes do centro de Montevidéu. Neste período, foi-lhe adicionado canteiros e escadarias que embelezaram o passeio.

## Coluna da Paz
Nessa época, o chefe político de Montevidéu, Manuel Aguiar, encomendou a alguns escultores uma estátua comemorativa ao fim do conflito. O projeto selecionado foi o do escultor Giuseppe Livi, italiano de longa e reconhecida experiência no meio, que apresentou uma alegoria através de uma figura feminina empunhando com sua mão direita uma espada e com a esquerda uma bandeira.
Fundida no bronze dos canhões da última guerra civil, a escultura foi colocada no centro da Praça de Cagancha, no topo de uma coluna de mármore. Foi inaugurada em 20 de fevereiro de 1867 e recebeu o nome oficial de Estátua da Paz (Estatua de la Paz). Foi o primeiro monumento público de Montevidéu. Em 1887, a estátua foi retirada do pedestal, a fim de serem reparados os danos causados por raios. Nessa ocasião, a espada foi substituída por correntes partidas, retirando a ambiguidade do primeiro símbolo do pacto republicano entre os partidos políticos.
No início do século XX, o prefeito Ramón V. Benzano encomendou ao paisagista francês Charles Thays, o embelezamento da praça.
Em 1939, a Junta Econômica Administrativa decidiu baixar novamente a coluna, que foi colocada no pátio do Museu Juan Manuel Blanes, onde permaneceu até 1942, ano em que foi instalada novamente em seu pedestal, empunhando pela segunda vez uma espada.

## Entorno
Ao redor desta praça localizam-se vários edifícios de importância nacional. No lado sul está localizado o Palácio Piria, sede da Suprema Corte de Justiça, que foi residência do empresário uruguaio Francisco Piria. Em frente, situa-se o edifício que era ocupado por uma transportadora, o qual, desde o início de 2009, possui pendências judiciais. Mais abaixo, do lado oeste, está o Hotel Balmoral.
Na esquina sudoeste localizava-se o palácio Hebert-Jackson, um edifício no estilo renascentista italiano construído em 1891 pelos arquitetos alemães Parcus e Siegerist, cuja construção foi encomendada por Emilio Reus e continuada por Juan D. Jackson. O edifício tinha quatro andares, e possuía o primeiro elevador instalado em Montevidéu. Foi sede da Intendência Municipal e dos Conselhos de Administração de Montevidéu, do final do século XIX até 1941. Foi demolido em 1979. Atualmente no seu local ergue-se um moderno edifício de escritórios, com lojas comerciais no piso térreo, na avenida 18 de Julio.
No lado norte da praça, encontrava-se o lendário Café Sorocabana. Também nesse lado estão o Cine-Teatro Plaza, o Ateneu de Montevidéu, o Museu Pedagógico José Pedro Varela e o Teatro Circular.